# グラッバ (小惑星)
グラッバ (1058 Grubba) は小惑星帯に位置する小惑星。シメイズ天文台でソビエト連邦の天文学者グリゴーリ・シャインが発見した。
アイルランドのダブリン生まれの天体望遠鏡製作者で、シメイズ天文台の反射望遠鏡も製作したハワード・グラッブから命名された。